# Cerdic
Cerdic († asi roku 534) byl podle Anglosaské kroniky vůdcem anglosaského (germánského) osidlování Británie, prvním králem Wessexu a zakladatelem rodu Cerdikovců.
Cerdic podle Anglosaské kroniky přistál s pěti loděmi na pobřeží současného hrabství Hampshire v roce 495 spolu se svým synem Cynrikem. Bojoval prý s britonským králem jménem Natanleod u Natanleaga (moderní Netley Marsh v hrabství Hampshire) v roce 508 a zabil ho spolu s 5000 jeho muži. S Britony bojoval Cerdic ještě v roce 519 u Cerdicesleag (moderní Charford; „Cerdikův Brod“). Mezi jeho taženími je zmiňováno i dobytí ostrova Wight, jenž měl být později dán jeho příbuzným, Stufovi a Wihtgarovi, kteří údajně dorazili s další vlnou Západních Sasů v roce 514. Král Cerdic prý zemřel v roce 534, po něm nastoupil jeho syn Cynric.

## Život

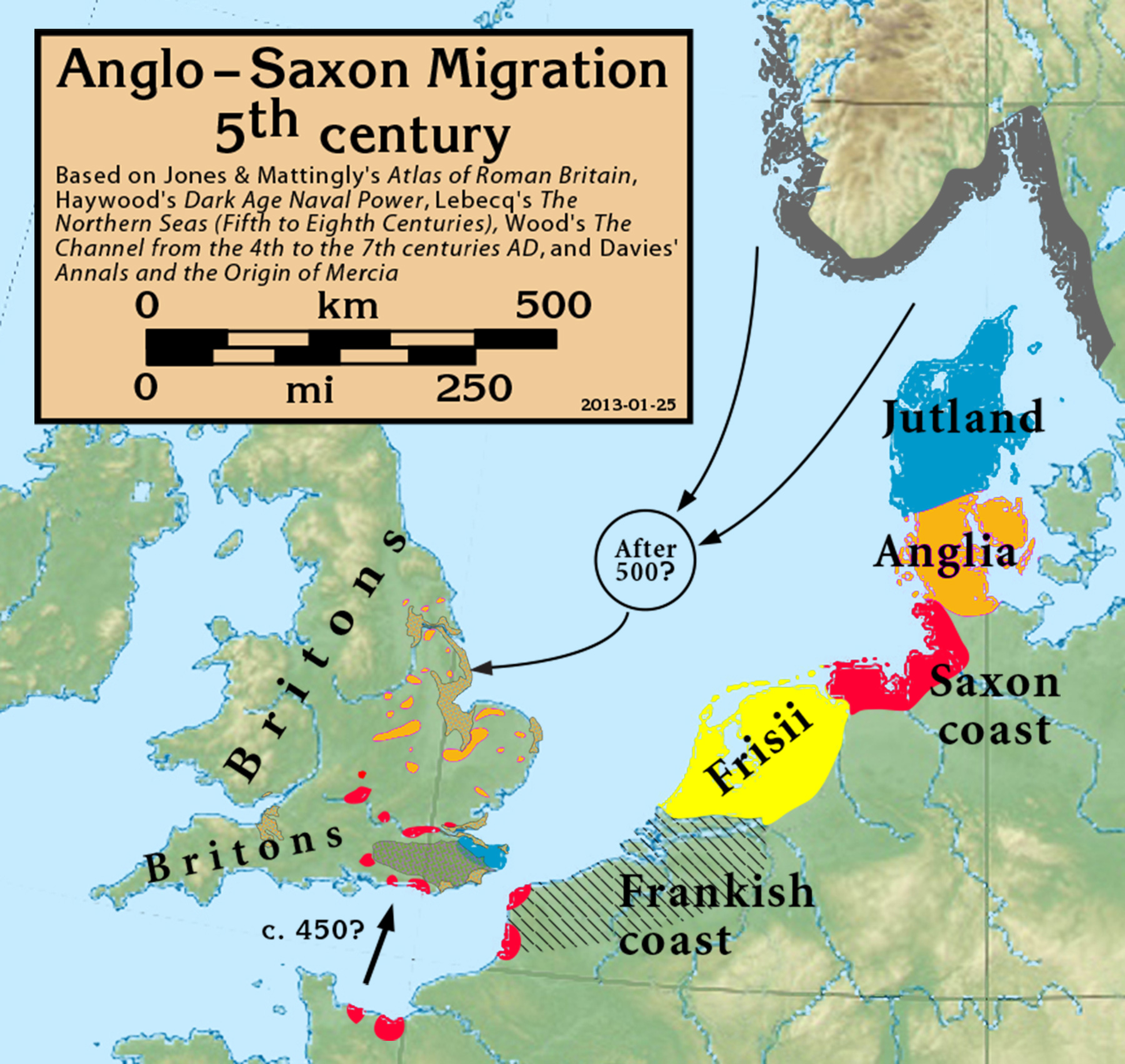
Anglosaská migrace v 5. století

Cerdic je považován za zakladatele dynastie Cerdikovců. Podle Anglosaské kroniky byl Cynric jeho synem. Podle souboru anglosaských královských rodokmenů Genealogiæ regum Anglorum byl Cerdic synem Aluky, jehož linie mytických předků sahá přes Giwise, Branda, Bældæga, Wodena až po Frealafinga. Cerdikovým synem byl jinak neznámý Creoda, Cynrikův otec. Biskup Asser ve svém životopise krále Alfréda Velikého Vita Alfredi vkložil mezi Wodena a Frealafinga ještě Frithowalda a rozšířil Cerdikův původ o Adama a Evu.
Raná historie království Wessex zachycená v Anglosaské kronice je považována za nespolehlivou s několikanásobně popisovanými týmiž událostmi se zjevně si odporujícími informacemi. Současný britský historik David Dumville (* 1949) klade skutečnou dobu Cerdikovy vlády do let 538–554. Jiní historici se domnívají, že Cerdic byl saským vůdcem poraženým Britony v bitvě na Mons Badonicus, která byla pravděpodobně vybojována v roce 490 (nebo možná později, ale před rokem 518). To nesouhlasí, pokud by David Dumville měl pravdu. Jiní historikové připisují bitvu Ællovi, dle Anglosaské kroniky prvnímu králi Sussexu, nebo jinému saskému vůdci. V každém případě se zdá, že počátky království Wessex jsou složitější než verze, kterou podává dochovaná tradice.
Někteří historici šli tak daleko, že označili krále Cerdika za zcela legendární postavu, která ve skutečnosti nikdy neexistovala, ale to je menšinový názor. Nicméně nejstarší zdroj o Cerdikovi, Anglosaská kronika, byl sestaven ke konci 9. století, a přestože zaznamenává dochovanou tradici o založení Wessexu, čtyři sta let, které mezitím uplynuly, znamená, že popis událostí nemůže být brán jako přesný.
V každém případě odvozovat svůj původ od Cerdika bylo nezbytným předpokladem, aby pozdější králové Wessexu mohli legitimizovat svou vládu. Avšak až králem Ecgberhtem počíná nezpochybněná nepřerušená pokrevní linie anglických/britských králů/královen až po současnou Windsorskou dynastii a jejího zatím posledního panovníka, krále Karla III.

## Otázka Cerdikova původu

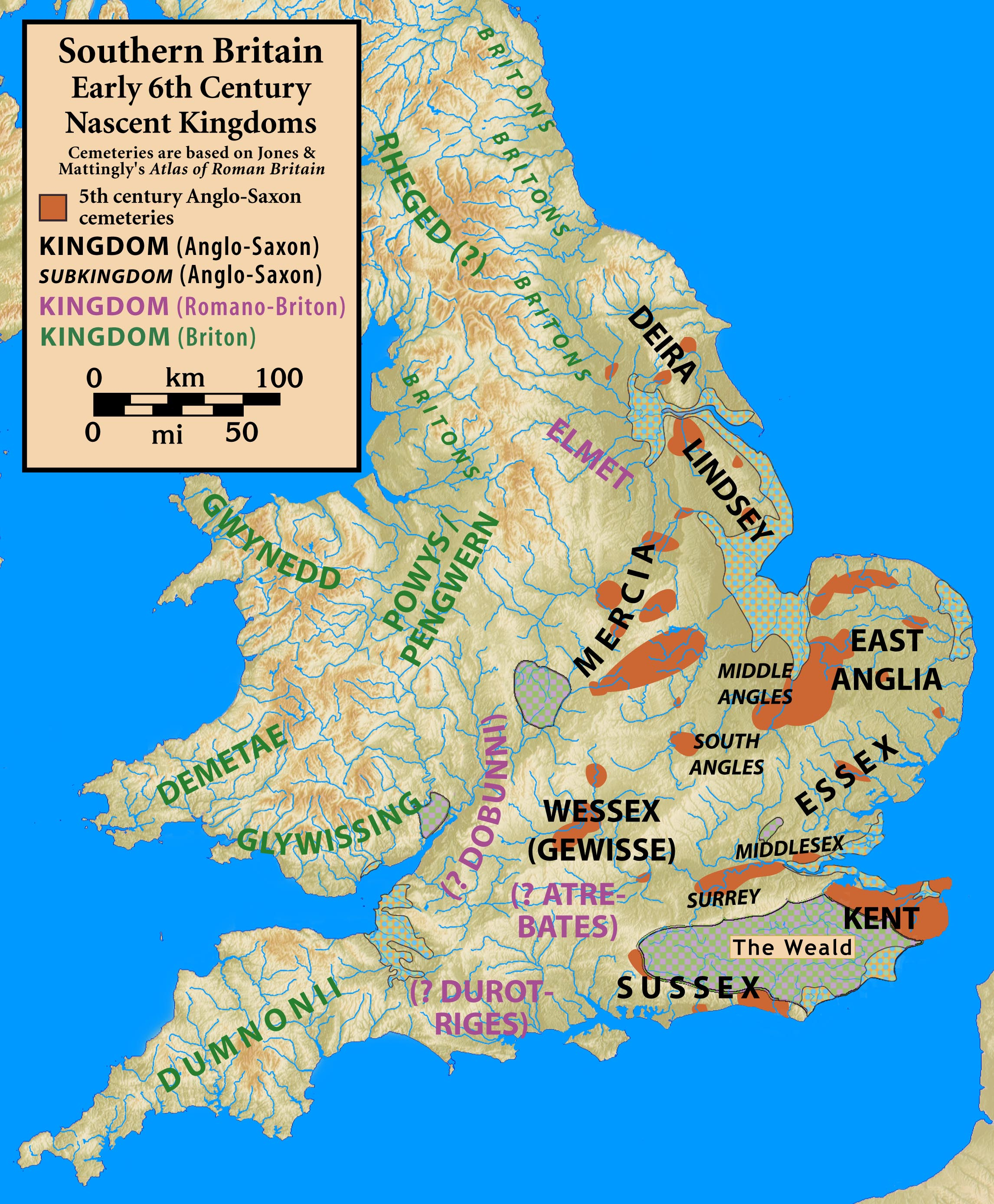
Jižní Británie na počátku 6. století

Primární prameny působí několik neřešitelných problémů. Anglosaská kronika byla napsána téměř 400 let po skutečných událostech a mnoho podrobností, které jsou v ní uvedeny, musí být považováno za vybájené. Možné historické jádro bylo zkresleno ústní tradicí a zobrazeno spíše jako představy 9. století o původu království Wessex než jako historická fakta.
Raná historie království Wessex zachycená v Anglosaské kronice je považována za nespolehlivou, chronologie je zcela určitě nesprávná a zdá se, že některé události jsou během 19 let uvedeny dvakrát se zjevně si odporujícími informacemi. Kupříkladu vylodění Cerdika a Cynrika v roce 495 a vylodění Stufa a Wihtgara v roce 514 byla interpretována buď jako pozdější chyby při přepisování nebo nedorozumění kvůli velikonočnímu výpočtu římského mnicha Dionysia Exiguua, který seskupoval události do 19letých cyklů. Cerdikovo panování v letech 519–534 se sice shoduje s 16 lety jeho vlády uvedenými v Západosaském genealogickém královském seznamu, ale odchylky mezi Anglosaskou kronikou a jinými královskými seznamy naznačují, že jeho panování je datováno příliš brzy. Současná britská historička Barbara Yorke (* 1951) navrhla alternativní datování Cerdikova a Cynrikova „příchodu“ zhruba na rok 532 a jeho panování na leta 538–554.
Příchod zakladatelského páru s aliteračními jmény a na několika málo lodích se podobá jiným anglosaským mýtům o původu (kupříkladu legendární zakladatelé jutského království Kent Hengest a Horsa) a je součástí indoevropské tradice.
Mýtus dále připomínají toponyma údajně odvozená od jmen osob, kupříkladu jako je Natanleaga (po králi Natanleodovi), které ale s větší pravděpodobností znamená „mokrý les“. Opačný postup, to znamená osoby pojmenované podle stávajících míst, je pravděpodobně správný.
Anglosaská kronika přináší rodokmen sledující Cerdikovy předky až ke germánskému bohu Ódinovi a patriarchům žijícím před potopou. Avšak britský filolog původem z Nového Zélandu Kenneth Sisam (1887–1971) uvádí, že Cerdikův rodokmen je výsledkem rozpracování základního rodokmenu vypůjčeného od králů anglosaského království Bernicie, a proto Cerdikovi předci v jeho rodokmenu uvedení nemají žádný historický základ.
Je zajímavé, že jméno Cerdic je spíše považováno za britonské, coby forma jména Ceretic, než za jméno germánského původu. Jméno původně pochází z britonského jména Caraticos. To by mohlo ukazovat, že Cerdic byl Briton a že jeho dynastie se germanizovala až v průběhu času. Tento názor by byl podpořen možná negermánskými jmény některých jeho potomků včetně Ceawlina, Ceddy a Cædwally. Naopak některé velšské knížecí dynastie odvozují svůj původ od raných předků s možná germánskými jmény jako Tewdrig (tedy Theodorich) a jeho otec Teithfallt. To naznačuje, že etnicita nebyla možná tak důležitá při formování vládnoucích elit uvnitř předstátních útvarů v pořímské Británii, než jak se tradičně věřilo. Cerdikův otec Elesa byl některými historiky identifikován jako římsko-britonský Elasius, „náčelník oblasti“, se kterým se setkal pozdně antický galský biskup Germanus z Auxerre během své cesty do Británie s cílem potřít tamní pelagianismus.
Britský archeolog John Nowell Linton Myres (1902–1989) poznamenává, že když se Cerdic a Cynric poprvé objeví v Anglosaské kronice v zápisu k roku 495, jsou zde uvedeni staroanglickým termínem jako „ealdorman“, tedy titulem vysokých královských správních úředníků používaným zhruba od 9. století až do období vlády krále Knuta Velikého (1016–1035). Tento titul se v listinách králů Wessexu překládal do latiny jako „dux“ (vévoda/kníže) nebo jako „præfectus“ (prefekt). V každém případě se jedná o dost nižší hierarchický titul, než bychom u Cerdika a Cynrika čekali. Myres poznamenává, že „je to tudíž podivné nalézt (titul „ealdorman“) zde, aby označil vůdce něčeho, co má ambice být nezávislou skupinou nájezdníků, jejichž původ a autorita není jinak specifikována. Příliš to vypadá, jako by byla vyslovena narážka, že Cerdic a jeho lidé vděčí za své postavení tomu, že již byli pověření administrativními záležitostmi za římské vlády na této části Saského pobřeží (latinsky „Litus Saxonicum“; pozdně římský systém opevnění na obou stranách Lamanšského průlivu).“
Navíc až teprve v zápisu k roku 519 jsou Cerdic a Cynric zmíněni, že „začali vládnout“, což by naznačovalo, že přestali být závislými vazaly nebo dosazenými regionálními správci s titulem „ealdorman“ a stali se nezávislými svrchovanými králi.
Shrneme-li, Myres věřil, že „je tudíž možné považovat Cerdika za hlavu částečně římsko-britonské šlechtické rodiny s rozsáhlými územními zájmy na západním pobřeží Litus Saxonicum. Jako takový mohl být docela dobře pověřen na konci římské, anebo pořímské vlády jeho obranou. Mohl by tedy být tím, co pozdější anglosaská terminologie mohla charakterizovat jako „ealdorman“. … Kdyby taková dominantní domorodá rodina, jako ta Cerdikova, již získala pokrevní příbuzenský vztah se stávajícími saskými a jutskými osídlenci na tomto konci Saského pobřeží, mohlo být docela velkým pokušením, jakmile se efektivní římská vláda vytratila, postoupit dále. Mohla vzít záležitosti do vlastích rukou a po eliminování jakýchkoliv zbývajících středisek odporu ze strany konkurenčních britonských náčelníků, jako kupříkladu záhadného Natanleoda v zápise k roku 508, mohla „začít vládnout“, aniž by v budoucnosti uznávala jakoukoli nadvládu.